# Bycz (województwo kujawsko-pomorskie)
Bycz – wieś w Polsce położona w województwie kujawsko-pomorskim, w powiecie radziejowskim, w gminie Piotrków Kujawski.

## Podział administracyjny
W latach 1954–1971 wieś należała i była siedzibą władz gromady Bycz, po jej zniesieniu w gromadzie Piotrków Kujawski. 
W latach 1975–1998 miejscowość położona była w województwie włocławskim.
Wieś sołecka – zobacz jednostki pomocnicze gminy Piotrków Kujawski w BIP.

## Demografia
Według Narodowego Spisu Powszechnego (III 2011 r.) liczyła 197 mieszkańców. Jest dziesiątą co do wielkości miejscowością gminy Piotrków Kujawski.

## Opis
W obrębie wsi znajduje się stary cmentarz poniemiecki, jako że w miejscowości przed wojną mieszkało sporo osób narodowości niemieckiej. Natomiast w okolicach Bycza znajdują się, pochodzące z czasów wojny, niemieckie bunkry wojskowe.

## Urodzeni w Byczu
- Zygmunt Michelis – polski duchowny ewangelicki, biskup-adiunkt Kościoła Ewangelicko-Augsburskiego w Polsce, prekursor ekumenicznej współpracy z Kościołem rzymskokatolickim[7].